# Kilpeck

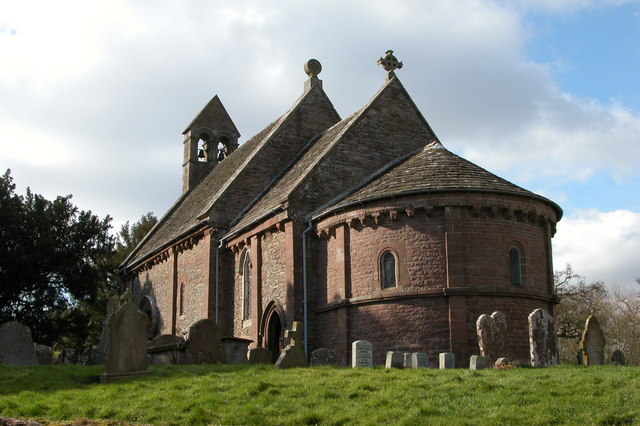
Pfarrkirche St. Mary's & St. David's, Kilpeck, Herefordshire: Ansicht von Südosten, mit Blick auf die Apside

Kilpeck ist ein Dorf in Herefordshire in England ungefähr 14 km südwestlich von Hereford und 8 km von der Walisisch-Englischen Grenze.
Kilpeck ist vor allem durch seine kleine aber herausragende normannische Kirche, St Mary and David’s mit seiner Sheela-na-Gig bekannt.